# Melete
För andra betydelser, se Melete (olika betydelser).
Melete (grekiska: övning) var en av de tre ursprungliga muserna i grekisk mytologi, från regionen Boiotien. Hon sades vara dotter till Uranos och Gaia samt syster till sångens gudinna Aoide och minnets gudinna Mneme. Senare uppkom systemet med nio muser.
Asteroiden 56 Melete uppkallades efter denna gudinna.